# Spirontocaris cranchi
Spirontocaris cranchi är en kräftdjursart. Spirontocaris cranchi ingår i släktet Spirontocaris och familjen Hippolytidae. Inga underarter finns listade i Catalogue of Life.